# آرثر ليستير بينتون
آرثر ليستير بينتون (بالإنجليزية: Arthur Lester Benton)‏ هو عالم نفس أمريكي، ولد في 16 أكتوبر 1909 في نيويورك في الولايات المتحدة، وتوفي في 27 ديسمبر 2006 في غلينفيو في الولايات المتحدة بسبب نفاخ رئوي.